# Buczek, Warmińsko-Mazurskie
Buczek [ˈbut͡ʂɛk] (tiếng Đức: Buscheck)  là một khu định cư ở khu hành chính của Gmina Biskupiec, thuộc huyện Nowomiejski, Warmińsko-Mazurskie, ở miền bắc Ba Lan.